# Союз Грютли
Грютли-союз (Союз Грютли, Грютлианский союз; нем. Grütliverein, фр. Société du Grütli) — политическая партия в Швейцарии (1838—1925).

## История
Союз был основан как дискуссионный клуб для торговцев и ремесленников в Женеве 20 мая 1838 года Иоганнесом Нидерером (одним из ближайших сотрудников Песталоцци) и женевским профессором немецкого языка в Женеве Альбертом Галеером. 
Название образовано от Рютли (Грютли) — важного места в создании старой Швейцарской Конфедерации: луга, на котором в 1307 году три швейцарских коммуны дали союзническую клятву взаимопомощи и поддержки, позволившей вести борьбу против Габсбургов.
Организация изначально была ориентирована на просветительскую работу, но позднее начала политическую деятельность и оказала существенное влияние на рабочее движение, сыграв ведущую роль в учреждении профсоюзов, медицинского страхования, касс взаимопомощи и ассоциаций потребителей. Однако её роль снизилась с 1860-х годов после создания Международного товарищества рабочих (Первого интернационала). 
Центральным печатным органом Союза Грютли была основанная в 1851 году газета «Grütlianer» («Грютлианер»), а на французском языке — газета «Le Grutli» (1862—1871, 1888—1943).
В 1878 году Союз согласился принять социалистическую платформу, хотя в 1868 году он отказался войти в Первый интернационал и впредь не желал сливаться с его швейцарской секцией. К 1891 году организация насчитывала 353 секций с 16391 членов, что было гораздо больше недавно (в 1888 году) созданной Социал-демократической (Социалистической) партии (СП). 
В 1892 году некоторые члены Союза Грютли помогли основать партию Союз крестьян и рабочих (Bauern- und Arbeiterbund) в Базель-Ланде. Принятый в 1893 году новый устав предусматривал присоединение Союза Грютли к швейцарской социал-демократической партии, и в 1901 году Союз слился с СП. Это событие стало известно как «Золотурнская свадьба». К тому времени эти две организации имели примерно равное количество членов.
Разногласия с СП, особенно по вопросу о Первой мировой войне (Грютли-союз занимал социал-шовинистическую позицию, тогда как социал-демократическая партия, в том числе такие её деятели, как Фридрих Платтен, отстаивали интернационалистскую и антивоенную), привели к их расколу: в ноябре 1916 года цюрихский съезд СП принял решение считать деятельность Союза несовместимой с членством в партии. 
На выборах в 1917 году Союз получил три места, и все трое его депутатов присоединились к фракции СП в Национальном совете. На федеральных выборах 1919 года Союз завоевал два места в Национальном совете, получив представительство в Берне и Цюрихе. Впрочем, он потерял оба места на выборах в 1922 году; также не удалось завоевать место на выборах в 1925 году, в которых он получил всего 427 голосов. В этом же году Союз, в котором оставалось около 2700 членов, присоединился к СП и был официально расформирован.
С резкой критикой Грютли-союза как «проводника буржуазного влияния в швейцарском рабочем движении» выступал В. И. Ленин.